# 봉성부인
"봉성부인"(奉聖夫人, Madame Bong Sung)은 한국에서 제작된 하조휘 감독의 1992년 에로 영화이다. 김정아 등이 주연으로 출연하였고 김승희 등이 제작에 참여하였다.

## 출연

### 주연
- 김정아
- 단립문

### 조연
- 윤일주
- 장경화
- 황재준
- 차화선
- 민보애
- 박지영
- 임해림
- 장정국
- 신찬일
- 박찬일
- 송병준

## 기타
- 제작담당: 김경식
- 조명: 박창호
- 미술: 조융삼
- 분장: 이영자
- 소품: 김태욱